# 龍山排
龍山排（英語：Lung Shan Pai），是香港的一個島嶼，位於香港島南區的東博寮海峽，海怡半島以西，火藥洲以東，長0.24公里，是海岸綫的一部分。龍山排无居民居住，有一座燈塔，名为“龍山排195號燈標”。